# Riola (Vergato)
Riola (Riôla in bolognese montano medio) è un paese situato nella medio-alta valle del fiume Reno, frazione del comune di Vergato, nella città metropolitana di Bologna con una popolazione di circa 900 abitanti. Il Reno divide l'abitato di Riola da quello di Ponte, frazione di Grizzana Morandi. 
Il paese si trova a 263 m s.l.m. ed è attraversato dalla Strada statale 64 Porrettana (SS 64). È situato a 13 km da Porretta Terme e 8 da Vergato e si trova praticamente a metà strada fra Bologna e Pistoia.

## Storia
Il paese si sviluppa intorno al 1860 grazie alla costruzione della strada statale Porrettana (SS 64) e a quella della ferrovia omonima.

## Monumenti

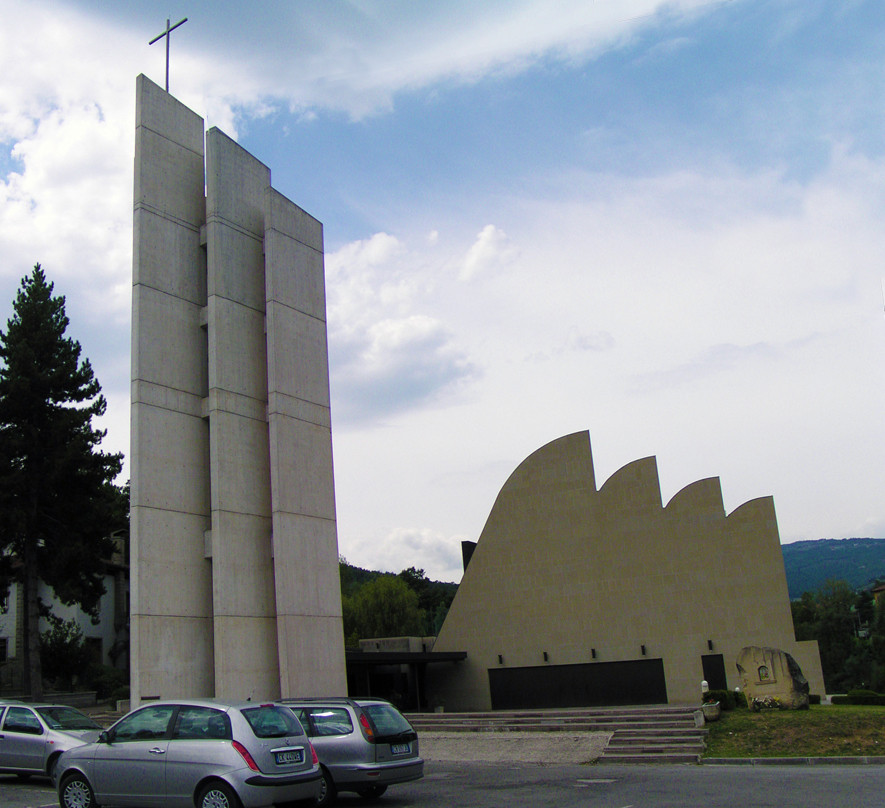
Chiesa di Alvar Aalto a Riola

La Chiesa di Santa Maria Assunta, situata in territorio comunale di Grizzana Morandi ma da sempre considerata "la chiesa di Riola", bianca all'interno e rivestita in piastre di arenaria all'esterno, fu completata nel 1978 su progetto di Alvar Aalto.
Altra attrazione di Riola è il Museo dei Tarocchi, ospitato in un casale restaurato del XVII secolo, con una collezione di opere di vari autori nazionali ed internazionali.
Ad un chilometro appena da Riola si può ammirare la Rocchetta Mattei, posta nel territorio del comune di Grizzana Morandi, edificio del 1859 dalle bizzarre forme, un po' medievali, un po' arabeggianti, verosimilmente attribuibile allo stile eclettico. L'edificio è stato restaurato e riaperto al pubblico nel 2015.
Nel 2022 è stato inaugurato un museo e archivio dedicato al conte Cesare Mattei collocato sulla strada provinciale numero 62 che porta al castello del conte ovvero la Rocchetta Mattei.